# Dmitri Pawlowitsch Parski

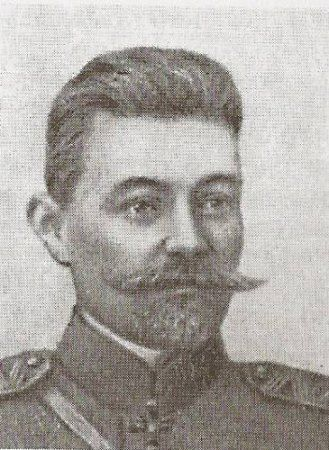
Dmitri Pawlowitsch Parski

Dmitri Pawlowitsch Parski (russisch Дмитрий Павлович Парский, wiss. Transliteration Dmitrij Pavlovič Parskij; * 17. Oktoberjul. / 29. Oktober 1866greg. in der Nähe von Tula; † 20. Dezember 1921 in Moskau) war ein russischer General.

## Militärkarriere
Parski stammte aus dem Adel der Provinz Tula. Im Oreler Kadettenkorps ausgebildet, diente er ab 1884 in der Truppe. Im Jahr 1886 absolvierte er die 2. Konstantinovsker Militärschule und wurde zum Unterleutnant im 46. Infanterie-Regiment am Dnjepr ernannt. Befördert zum Leutnant wurde er 1889. Im Jahr 1893 beendete er die Nikolai-Generalstabs-Akademie.
1894 wurde Parski Oberadjutant im Stab der 34. Infanteriedivision, 1895 Oberoffizier für Ausbildung des 7. Armeekorps, 1896 zum Oberadjutant des Stabes des 7. Armee-Korps. Am 16. März 1900 wurde er Oberoffizier für Ausbildung des Militärbezirks Odessa und am 12. Oktober 1900 Oberadjutant des Stabes des Militärbezirk Odessa.
Er nahm am Russisch-Japanischen Krieg von 1904–1905 teil, seit November 1904 als Oberadjutant beim Generalquartiermeister der 3. Mandschurische Armee. Am 2. Oktober 1905 wurde er zum Generalstab abkommandiert. Nach dem Krieg veröffentlichte er mehrere Artikel, in denen er militärische Reformen forderte.
Seit 17. März 1908 war Parski Kommandeur des 140. Infanterie-Regiments. 1910 wurde er zum Generalmajor befördert, er wurde Kommandeur der 2. Brigade der 46. Infanterie-Division und Standortältester von Kostroma.
Zu Beginn des Ersten Weltkriegs führte er eine Brigade im Bereich des XXV. Armeekorps in Galizien. Zwischen 31. Januar bis 9. August 1915 war er Kommandeur der 80. Reserve-Division am Dnjestr. Am 17. Oktober 1915 übernahm er die Führung der 55. Infanterie-Division. Am 20. Februar 1916 löste er General Kuropatkin als Kommandierenden General des Grenadier-Korps ab. Zwischen 20. Juli und 9. September 1917 war er Oberbefehlshaber der 12. Armee an der Nordfront und verteidigte Riga, das vor dem Angriff der deutschen 8. Armee verlorenging. Am 9. Oktober 1917 wurde er Oberbefehlshaber der 3. Armee. Er wechselte im Februar 1918 als einer der ersten Generale der zaristischen Armee auf die Seite der Bolschewiki und kommandierte im russischen Bürgerkrieg zunächst die Truppen der Roten Armee an der Narvafront, danach als Oberbefehlshaber die gesamte Nordfront. Im Dezember 1921 starb er an Fleckfieber.